# Лан (Бельгія)
Лан (валлон. Lane) — муніципалітет Валлонії, розташований у провінції Валлонський Брабант, Бельгія, на південний схід від Брюсселя.
У 2008 році в Лані проживало 14 043 особи. Загальна площа 47,22 км², що дає щільність населення 297 жителів на км². Лан є найбагатшим муніципалітетом у Валлонії, якщо виміряти середній оподатковуваний дохід жителів. Тут також найнижчі місцеві податки з усіх муніципалітетів Бельгії.
Муніципалітет складається з таких районів: Кутюр-Сен-Жермен, Ласне-Шапель-Сен-Ламбер, Марансарт, Огайн і Плансенуа (включаючи село Мараш).

## Географія

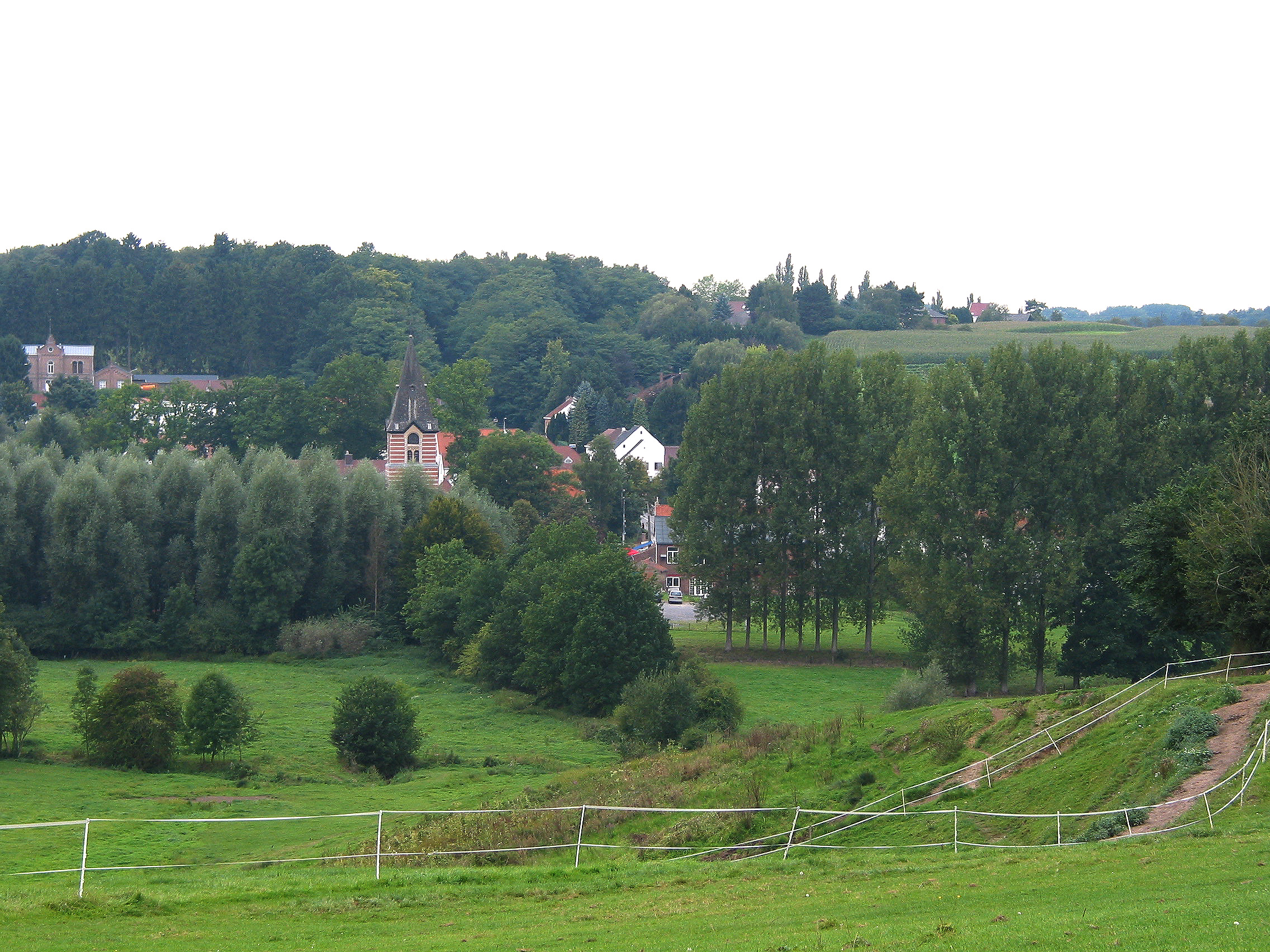
Вид на Ласне

Свою назву муніципалітет отримав від річки Лан, яка бере початок у селі Плансенуа та протікає через кілька сіл, що входять до муніципалітету. Назва Lasne походить від кельтського слова, що означає плоский або спокійний, імовірно, посилаючись на повільну річку.
Лан знаходиться в регіоні Бельгії, відомому як Pays Romain або Римська земля. Великий Чемін — це головна дорога, що проходить через муніципалітет, з’єднує великі міста Вавр і Нівель і є частиною мережі римських доріг, що зрештою з’єднують порти Рейну та Сени з морськими портами. Відстань між малими каплицями на цьому шляху дорівнює одній або декільком лігам, або точній частині галльської ліги, де галльська ліга дорівнює 2.222 метри.